# Nyctemera celsa
Nyctemera celsa là một loài bướm đêm thuộc phân họ Arctiinae, họ Erebidae.